# Xandino Djokarto
Xandino Ramayanto Durango (Xandino) Djokarto, bijnaam Dien Dien (Paramaribo, 8 december 1994 - aldaar, 20 december 2019), was een Surinaams musicus, fotograaf en videograaf.

## Biografie
Na de LTS II volgde Djokarto de Christian Liberty Academy (Engelse school) en het Mondriaan College. Daarbij leerde hij op de Volksmuziekschool van Bud Gaddum, Ivor Mitchell en Robby Tjon En Fa basgitaar spelen. Zijn eerste optreden was in de gelegenheidsband TNT tijdens de eerste editie van Youth Voice in Thalia. Tijdens de tweede editie in het Nationaal Indoor Stadion speelde hij met de band Authentic. Samen met zijn broer Yoshiro zette hij in 2010 Urbannature op, waarmee ze allroundmuziek speelden. Ze hadden hun grootste optreden tijdens Carifesta XI (2013) in Suriname en kenden bescheiden hits met Kong Krosbey en Mi lobi fa yei smile.
Via cursussen en zelfstudie begon hij in 2014 met fotografie, en pakte daar vervolgens ook videografie bij op. Naast familiaire reportages werd hij ook gevraagd voor sportreportages, waarin hij lof kreeg voor zijn compositie en creativiteit. Ook maakten hij en Yoshiro videoclips voor musici, als Damaru, Enver, The Kurano Stars, Ontspannuhband, Shirityo Yare, Bollie, Kurupa, Krin Ati en Kevin Cruickzz. Daarnaast was hij sinds 2017 uitzendregisseur bij de Surinaamse Televisie Stichting (STVS).
In juli 2019 liep hij een virale infectie op die zijn hartspieren aantastte. Na een ziekbed overleed hij anderhalf jaar later in het Academisch Ziekenhuis Paramaribo. Hij is 25 jaar oud geworden.